# گرم‌دشت حاره‌ای کیمبرلی
گرم‌دشت حاره‌ای کیمبرلی (انگلیسی: Kimberley tropical savanna) بوم‌ناحیه‌ای از نوع علفزارها، گرم‌دشت‌ها و درختچه‌زارهای حاره‌ای و جنب‌حاره‌ای در شمال غربی استرالیا است که بخش‌هایی از استرالیای غربی و قلمرو شمالی در جنوب دریای تیمور را می‌پوشاند.

## اقلیم
این بوم‌ناحیه دارای اقلیم گرم‌دشت حاره‌ای است. دما در طول سال بالا است و حداکثر میانگین ماهانه دما بین ۲۵ تا ۳۵ درجه سانتیگراد است. بارندگی بسیار فصلی و با بارش‌های موسمی تابستانی از اکتبر تا مارس است و به دنبال آن یک فصل خشک طولانی در بقیه سال رخ می‌دهد. بیشترین میزان بارندگی در شمال ساحلی بوم‌ناحیه و در جنوب و به سمت داخل کمتر است. فلات میچل در شمال سالانه ۱۴۰۰ میلی‌متر دریافت می‌کند، در حالی که بروم در جنوب غربی حدود ۶۰۰ میلی‌متر دریافت می‌کند.